# متروی الجزیره
متروی الجزیره (عربی: مترو الجزائر العاصمة) سیستم قطارشهری در شهر الجزیره، الجزایر است.
این مترو که در تاریخ ۱ نوامبر ۲۰۱۱ تأسیس شده دارای یک خط، ۱۴ ایستگاه و ۱۳٫۵ کیلومتر طول می‌باشد، همچنین خط ۲ این مترو در حال ساخت می‌باشد.

## نقشه

نقشه خط ۱

## نگارخانه

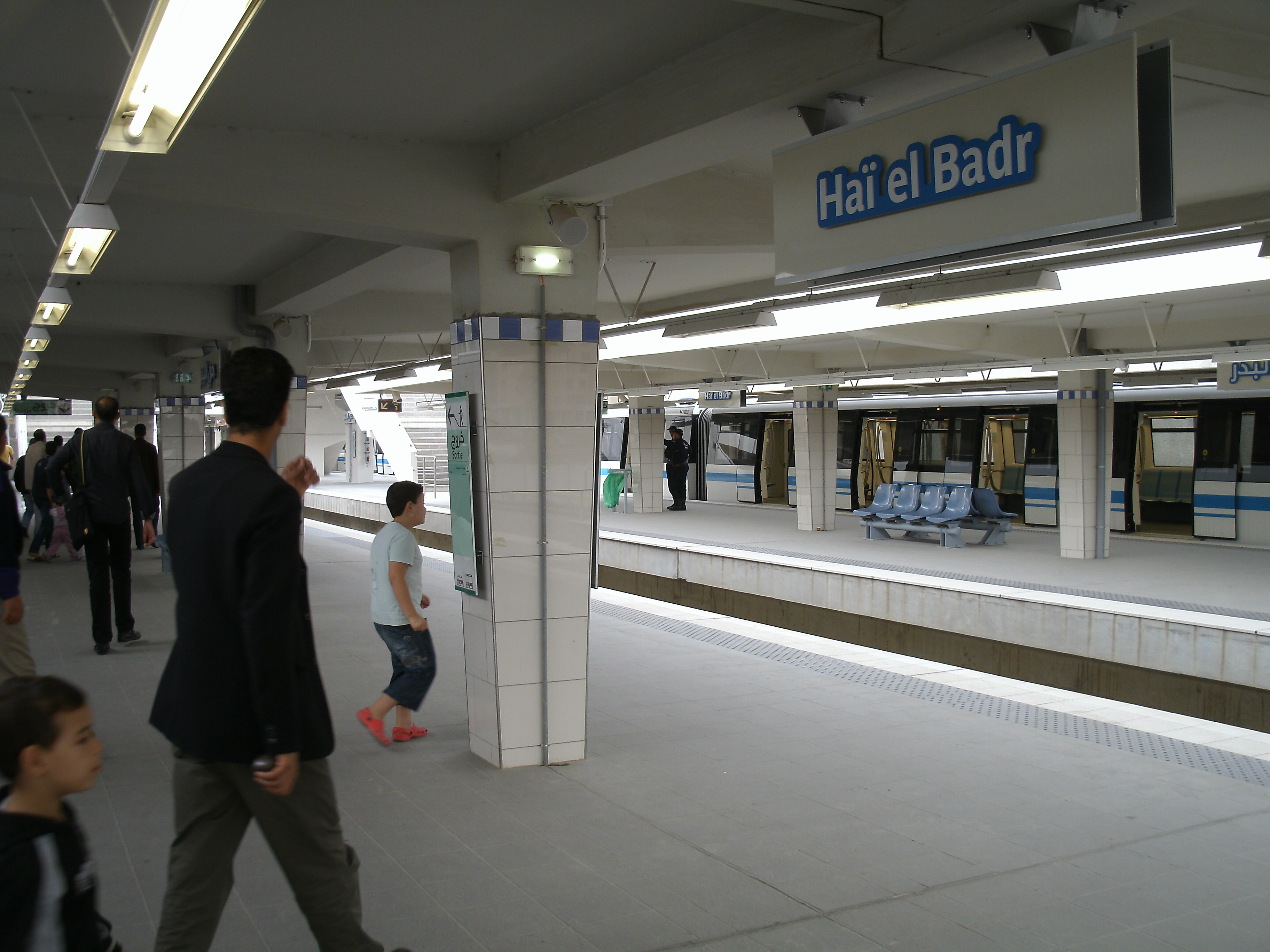
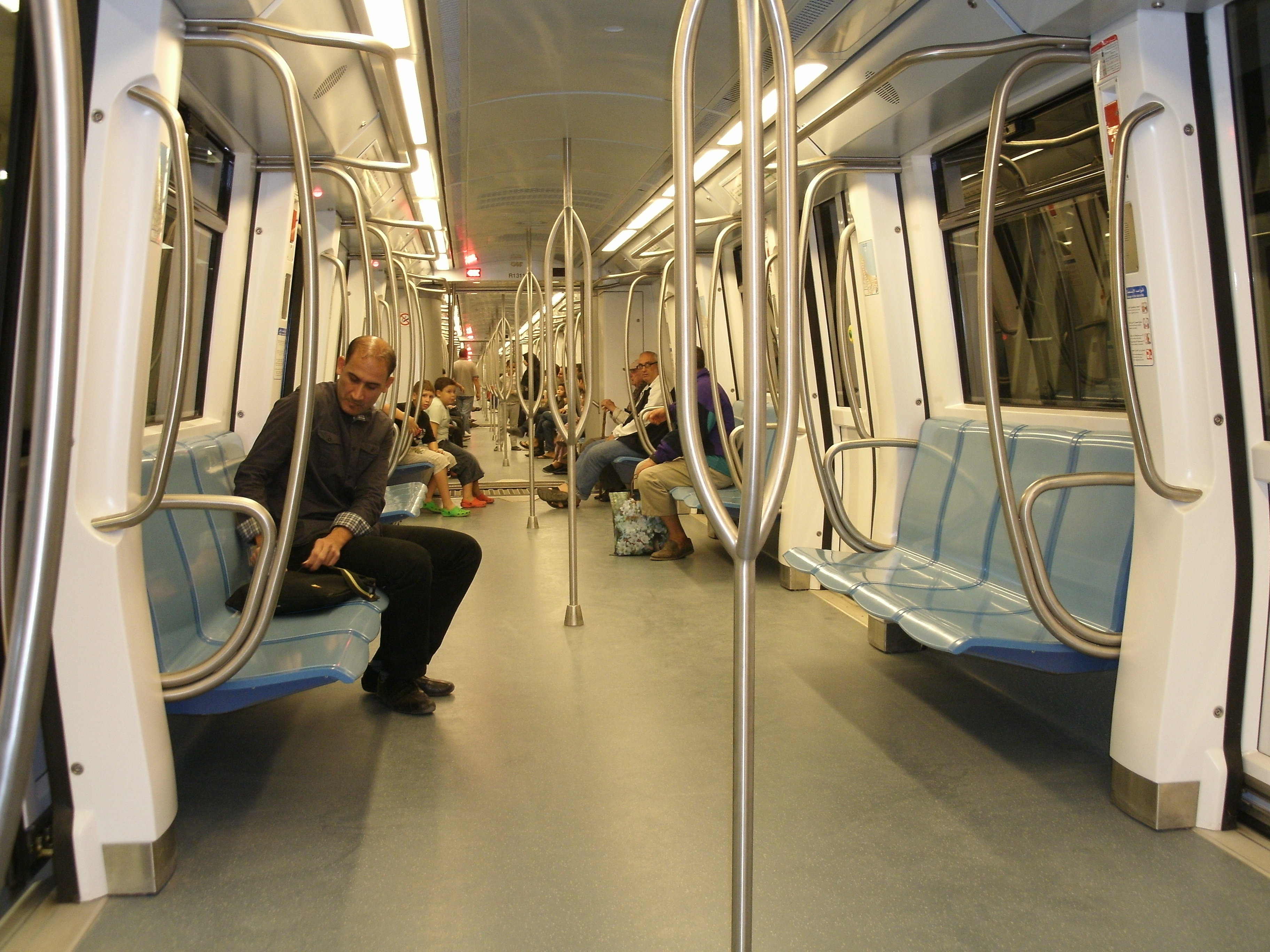
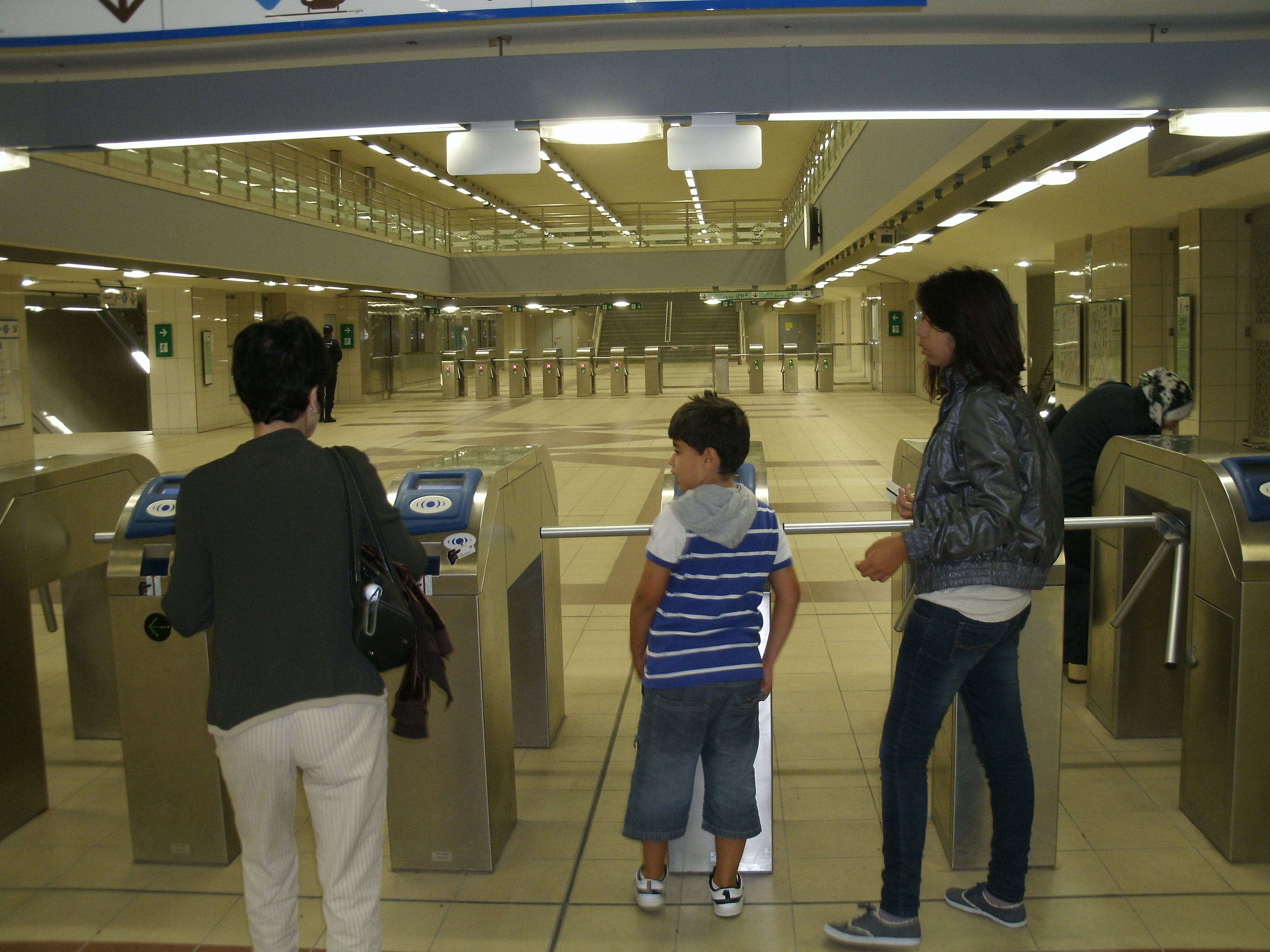